# Badula richardiana
Badula richardiana H.Perrier – gatunek roślin z rodziny pierwiosnkowatych (Primulaceae). Występuje endemicznie na madagaskarskiej wyspie Nosy Be. 

## Morfologia
PokrójZimozielone drzewo lub krzew.
LiścieBlaszka liściowa ma odwrotnie jajowaty kształt. Mierzy 3–7 cm długości oraz 2–3 cm szerokości, jest całobrzega, ma ostrokątną nasadę i tępy wierzchołek. Ogonek liściowy jest nagi i ma 2–3 mm długości.
KwiatyZebrane w wiechach przypominających baldachy, wyrastają z kątów pędów. Mają 5 działek kielicha o trójkątnym kształcie i dorastające do 1 mm długości. Płatków jest 5, są podługowate i mają białawą barwę oraz 3 mm długości.